# スポーツどーむ北海道
『スポーツどーむ北海道』は、？から2002年3月まで北海道放送（HBCテレビ）で放送されたスポーツ情報番組である。

## 概要
- 放送時間は毎週土曜18:00 - 18:30（JST）。前番組『特報!スポーツギア』をリニューアルする形で放送開始。
- 2002年3月を以て放送終了。HBCテレビ土曜夕方の自社制作枠は2002年4月6日より17:00 - 17:55に移動し、当番組を発展解消する形で情報番組『アンカー!』の放送を開始。当番組の後枠には、それまで直前枠の17:30 - 18:00に一週遅れネットで放送されていた毎日放送制作土曜18:00枠の番組（当時は『ウルトラマンコスモス』放送中）が移動し同時ネットに移行した[1]。

## 出演者
- 管野暢昭
- 山田泰子